# Klawdija Sergejewna Kildischewa
Klawdija Sergejewna Kildischewa (russisch Клавдия Сергеевна Кильдишева; * 21. Februarjul. / 6. März 1917greg. in Wjasma; † 2. Mai 1994 in Moskau) war eine sowjetisch-russische Luftfahrtingenieurin.

## Leben
Kildischewa war die Tochter eines Eisenbahnarbeiters. Nach dem Abschluss des Mittelschulbesuchs 1934 in Wjasma studierte sie an der Universität Moskau in der Mechanisch-Mathematischen Fakultät mit Abschluss 1940.
Nach dem Studium wurde Kildischewa zunächst in Moskau im Experimental-Konstruktionsbüro OKB Tupolew als Ingenieurin für Festigkeitsberechnungen für Flugzeuge angestellt.
Ab Februar 1941 arbeitete Kildischewa in Moskau im  OKB-115 und führte Festigkeitsberechnungen für Flugzeuge durch. Im Deutsch-Sowjetischen Krieg wurde sie 1943 Mitglied der KPdSU und Vorsitzende des Gewerkschaftskomitees. 1946 wurde sie Vizechefin des Laboratoriums für statische Prüfungen der Flugzeuge. 1949 wurde sie Vizechefin und 1953 Chefin der Forschungsabteilung des OKB-115. Ab 1966 war sie Vizechefkonstrukteurin  für Forschungsarbeiten. Von der Jak-9 bis zur Jak-42 war sie an den Prüfungen der Flugzeuge am Boden beteiligt.
1982 ging Kildischewa in den Ruhestand als Persönliche Pensionärin von Unionsbedeutung.

## Ehrungen, Preise
- Ehrenzeichen der Sowjetunion (1945)
- Orden des Roten Banners der Arbeit (1957)
- Leninorden (1966)
- Leninpreis (1972)
- Staatspreis der UdSSR (1977)[1]
- Held der sozialistischen Arbeit mit Leninorden und Hammer-und-Sichel-Medaille (1981)[1]
- Medaillen